# Lac Bécard
Der Lac Bécard ist ein See auf der Ungava-Halbinsel im Norden der kanadischen Provinz Québec.

## Lage
Der Lac Bécard ist ein See, der durch zahlreiche Inseln und Halbinseln in Seitenbuchten und Teilseen gegliedert ist. Er befindet sich im Bereich des Kanadischen Schildes auf einer Höhe von ca. 155 m. Die Fläche beträgt 106 km². 
Die maximale Längsausdehnung in Ost-West-Richtung beträgt 18,5 km, die maximale Breite in Nord-Süd-Richtung 14 km. Der Lac Bécard wird vom Abfluss der beiden nördlich gelegenen Seen Lac Châtelain und Lac Fairwind gespeist. Der Lac Bécard wird nach Osten zum benachbarten See Lac Arnaituuvik und weiter über den Rivière Groust entwässert. Das Einzugsgebiet des Lac Bécard ist 3860 km² groß.

## Namensgebung
Benannt wurde der See nach Louis Bécard de Granville (1673–1718), einem französischen Marineoffizier, der die Gewässer der Hudson Bay befuhr.